# Demolition Expert
Demolition Expert: Rare Acoustic Demos är ett samlingsalbum av Jim Ford, utgivet på Bear Family Records 2011. Skivan innehåller 29 tidigare outgivna demoinspelningar. Vissa låtar är kompletta, andra fragmentariska. Skivan innehåller även en del covers och utdrag från intervjuer gjorda med Ford.

## Låtlista
Där inte annat anges är låtarna skrivna av Jim Ford.
1. "Looking Over My Shoulder (Still Alright After All)" - 3:48
2. "We're Not Burning Bridges (We're Just Lying in the Flames)" - 3:07
3. "Heartaches by the Number" - 1:49 (Harlan Howard)
4. "I'd Be Ahead If I Could Quit While I'm Behind" - 0:42
5. "Throwing Footballs at Airplanes" - 3:40
6. "It's Just a Picture Show" - 3:37
7. "Out of School, Educated Fools" - 1:08
8. "L.A. Girl" - 1:13
9. "Tonight" - 2:49
10. "Happy Man" - 6:16
11. "A Couple More Years" - 1:48 (Shel Silverstein)
12. "Ridin' on My Skateboard" - 3:07
13. "A Precious Jewel/Long Black Limousine" - 2:40 (Roy Acuff, Stovall)
14. "Demolition Expert/Under Construction" - 3:01
15. "Looking Over My Shoulder (Still Alright After All)" - 2:50
16. "Ju Ju Man" - 4:20
17. "You Win Again" - 1:21 (Hank Williams)
18. "Just Cause I Can" - 2:47
19. "Jessie" - 3:31
20. "Go Through Sunday" - 2:16
21. "You Can't Take It with You" - 1:39
22. "She's Got Her Own Way" - 0:46
23. "Happy Songs Sell Records, Sad Songs Sell Beer" - 2:02
24. "Ten Years and One Day" - 1:19
25. "Girl, I'd Love to Have You Back" - 1:15
26. "Three Kinds of Women" - 2:42
27. "Stopping to Start" - 2:24
28. "High Over Texas" - 3:04
29. "Too Much Man" - 3:21
30. "Interview Excerpts" - 4:13

## Mottagande
Allmusic.com gav skivan 3/5.